# バッド・レピュテーション
「バッド・レピュテーション」（Bad Reputation）は、1981年1月23日にリリースされたアメリカのシンガーソングライタージョーン・ジェットのシングル。

## 概要
ジョーン・ジェットが最初にリリースした楽曲で、前年にリリースされた同名のアルバムにも収録されている。
2001年のアニメーション映画『シュレック』において、シュレックと騎士達との闘技シーンで本楽曲が挿入歌として使用されている。
2008年、カナダの歌手アヴリル・ラヴィーンによってカバーされ、アルバム『グッバイ・ララバイ』（2011年）および『アヴリル・ラヴィーン』（2013年）のボーナストラックに収録されている（いずれも日本版のみ）。
2012年12月、アヴリルによるカバーバージョンが日本のアニメーション映画『ONE PIECE FILM Z』の主題歌に起用された。同月、アヴリルのバージョンが日本でリリースされ、日本のビルボードチャートでは、3部門で1位に輝いた。